# یوهانس کریش
یوهانس کریش (انگلیسی: Johannes Krisch؛ زادهٔ ۱۹۶۶ (۵۸–۵۹ سال)) هنرپیشه اهل اتریش است.
از فیلم‌ها یا برنامه‌های تلویزیونی که وی در آن نقش داشته‌است می‌توان به انتقام، ۳۶۰، و یک زندگی پنهان اشاره کرد.